# John Daly
John Patrick Daly (født 28. april 1966 i Carmichael, Californien, USA) er en amerikansk golfspiller, der står noteret for 5 sejre på PGA Touren. Han har to gange vundet Major-turneringer, hvilket skete ved US PGA Championship i 1991 og British Open i 1995
Daly har i USA været genstand for mange kontroverser på grund af sin opførsel udenfor banen. Han har indrømmet at lide af alkoholisme og ludomani, og er tidligere dømt for hustruvold. På trods af dette er Daly en af de mest populære spillere på den amerikanske tour.[kilde mangler]